# Corythalia squamata
Corythalia squamata är en spindelart som beskrevs av Bryant 1940. Corythalia squamata ingår i släktet Corythalia och familjen hoppspindlar. Inga underarter finns listade i Catalogue of Life.